# Pedro Miñor
Pedro Miñor Rivas (Luarca, 6 de abril de 1887-Oviedo, 5 de mayor de 1968) fue un médico y político asturiano. Fue diputado por el Partido Republicano Liberal Demócrata en la Segunda República Española.

## Trayectoria médica
Estudió secundaria y el preuniversitario en Oviedo, y cursó Medicina de 1903 a 1909 en la Universidad de Santiago de Compostela. Ejerció en Llanera la medicina hasta 1916, cuando decidió especializarse en tocoginecología en Santiago, y posteriormente en Madrid, con Manuel Varela Radío. En 1925 cuando llevaba varios años ejerciendo como ginecólogo en Oviedo, cofundó con Carlos López Fanjul, el Sanatorio Asturias, en la Avenida de Galicia, que estuvo abierto hasta 1943, cuando pasó a denominarse Sanatorio Miñor.

## Actividad política
Miñor tuvo amistad con Melquiades Álvarez, quien lo introdujo en el Partido Republicano Liberal Demócrata.  Salió elegido diputado por Asturias en las elecciones generales de 1933. Gracias a su prestigio profesional y carácter sociable, fue nombrado presidente del Colegio de Médicos de Oviedo,  o de la Sociedad Ovetense de Festejos. Fue promotor de la Revista Oviedo, editada por la SOF y del concurso literario Pedro Miñor sobre obras que tratasen sobre Oviedo, así como un concurso hípico: la "Prueba Miñor". Presidió también el Real Oviedo, de 1950 a 1952.

## Premios y distinciones
- Gran Cruz de la Orden Civil de Sanidad (1964)
- Una plaza en Oviedo lleva su nombre